# Nauheimer Kreis
Der Nauheimer Kreis war eine in Bad Nauheim gegründete politische Gesprächsrunde, die von Juli/August 1948 bis Anfang 1952 bestand.

## Geschichte
Der Name ergab sich aus der Örtlichkeit der Gründung. Als offener Gesprächskreis verzichtete man auf Statuten, ebenso auf formell erklärte Mitgliedschaften und eine vereinsähnliche Organisation.
Der Nauheimer Kreis wirkte für die Idee eines neutralen Deutschland und gegen die sich abzeichnende Gründung zweier deutscher Staaten 1948/49.
Prominente Persönlichkeiten konnten als Mitwirkende gewonnen werden. Geistiger Vater und treibende Kraft war der  Würzburger Historiker Ulrich Noack (1899–1974). Die Angehörigen des Nauheimer Kreises ging davon aus, dass die UdSSR und die USA sich infolge des Zweiten Weltkrieges zu entscheidenden Faktoren der europäischen Nachkriegsgeschichte entwickeln würden. Sie sahen in der sichtbar gewordenen Bildung von zwei Blöcken – Ost und West – neue kriegsgefährliche globale Tendenzen. Dem wollte man entgegenwirken. Noack war am Ort seiner Lehrtätigkeit Würzburg Mitglied der CSU.
Wegen seiner Kooperation  mit den Adenauer-Gegnern Gustav Heinemann und Martin Niemöller um 1951 herum erregte er vielfältigen Widerspruch. Einem angestrebten Parteiausschluss aus der CSU kam er mit seinem Austritt 1952 zuvor. Noack brandmarkte die CSU als „Wiederaufrüstungspartei“.
Auch der Bad Nauheimer Gymnasialdirektor Reinhard Strecker, von 1919 bis 1921 Hessischer Kultusminister (SPD), wurde wegen seines Engagements gegen die Wiederbewaffnung selbst aus der eigenen Partei angefeindet. Anfang Mai 1952 erklärte die SPD eine Doppelmitgliedschaft in der Partei und im Nauheimer Kreis für unzulässig, obwohl letzterer Mitglieder im eigentlichen Sinne des Wortes nie gehabt hatte.
Der Würzburger Historiker Wolfgang Altgeld trug die wichtigsten Sachverhalte zum Nauheimer Kreis im Historischen Lexikon Bayerns zusammen.